# Свята Туреччини
У Туреччині офіційно відзначається вісім свят, що встановлені Законом №2429 про національні та загальні свята від 19 березня 1981 року, який у свою чергу замінив Закон №2739 від 27 травня 1935 року. Державні свята в основному поділяються на дві групи: національні свята та загальні свята.  Зараз у Туреччині 14,5 днів державних свят, що є одним із найбільших показників у світі. До того ж широко відзначаються загальномусульманські дати та численні народні святкування.
| Дата                                      | Назва                                             | Турецька назва                    | Примітки |
| ----------------------------------------- | ------------------------------------------------- | --------------------------------- | --- |
| 1 січня                                   | Новий рік                                         | Yılbaşı                           | Перший день григоріанського нового року                                                                                          |
| 23 квітня                                 | День національної незалежності та дітей Туреччини | Ulusal Egemenlik ve Çocuk bayramı | На згадку про проведення першого Великого національного зборів Туреччини в 1920 році в Анкарі, яке було присвячене дітям.        |
| 1 травня                                  | День праці та солідарності                        | Emek ve Dayanışma Günü            | |
| 19 травня                                 | День пам'яті Ататюрка, молоді та спорту           | Gençlik ve Spor Bayramı           | Річниця виступу Ататюрка 1919 року в Самсуні, де лідер нації закликав молодь до мобілізації проти ворогів Турецької Республіки . |
| 30 серпня                                 | День Перемоги                                     | Zafer Bayramı                     | Розгром іноземних інтервентів у битві при Думлупінарі в 1922 році у війні за незалежність .                                      |
| 29 жовтня                                 | День Республіки                                   | Cumhuriyet Bayramı                | Республіка проголошена у 1923 році .                                                                                             |
| Закінчення мусульманського місяця Рамадан | Свято розговіння (Рамазан-байрам)                 | Ramazan Bayramı                   | Святкування тривають 3 дні. |
| 10 день місяця зульхіджу                  | Свято жертвопринесення (Курбан-байрам)            | Kurban Bayramı                    | Святкування тривають 4 дні. |

У 2003 набув чинності Законі про працю № 4857, який регулює оплату праці: у ці святкові дні, виплачується додаткова денна заробітна плата за кожен відпрацьований день. У разі невиплати зазначеної офіційної відпустки працівники мають право розірвати трудовий договір з поважних причин.

## Релігійні свята та свята меншин
Окрім Курбан-байрама та Рамазана у Туреччині також відзначаються й інші мусульманські свята. Серед них, наприклад, Новий рік по Гіджрі та Маулід ан-Набі (день народження пророка Мухаммеда ), Ніч відпущення гріхів, Ніч обдарування Корану та інші.
Крім того, власні свята мають релігійні меншини Туреччини.
| Дата                                                 | Назва      | Турецька назва   | Примітки                                                         |
| ---------------------------------------------------- | ---------- | ---------------- | ---------------------------------------------------------------- |
| Починається в 10-й день ісламського місяця Мухаррам. | День Ашура | Aşure Bayramı    | Поминання пророків і посланців Аллаха. Релігійне свято Алевітів. |
| Починається 25-го числа єврейського місяця кіслева.  | Ханука     | Hannuka          | Релігійне свято для юдеїв.                                       |
| 10-й день єврейського місяця тішрей.                 | Йом Кіпур  | Yom Kipur        | Релігійне свято для юдеїв.                                       |
| У період з 25 грудня по 1 січня.                     | Різдво     | Noel Bayramı     | Релігійне свято для християн.                                    |
| Останній тиждень Великого посту.                     | Пасха      | Paskalya Bayramı | Релігійне свято для християн.                                    |

## Народні свята
Майже в кожному турецькому поселенні проводяться свої розважальні заходи. До найбільш значних народних свят відносяться наступні свята: Навруз (свято весни у березні), Фестиваль Мевляни в Коньє (пам'яті великого філософа і поета Румі на прізвисько Мевляна «володар»), Хидирлез (або Свято Зустрічі Весни у травні),  Міжнародний День матері, Фестивалі винограду та «Месір Маджуну» в Манісі (давнє свято збору винограду), Фестиваль моркви та гювеча у Бейпазарі (конкурси на найсмачнішу страву),  День демократії і національної єдності в Туреччині (15 липня, з 2017 року) та інші,